# Басдаль
Басдаль (нем. Basdahl, н.-нем. Basdaal, Basdohl)) — коммуна в Германии, в земле Нижняя Саксония.
Входит в состав района Ротенбург-на-Вюмме. Подчиняется управлению Гестеквелле. Население составляет 1461 человек (на 31 декабря 2010 года). Занимает площадь 32,34 км².
Коммуна подразделяется на три сельских округа.